# مسجد بالای بیلند
مسجد بالای بیلند مربوط به دوره قاجار است و در شهرستان گناباد، بخش مرکزی، روستای بیلند واقع شده و این اثر در تاریخ ۱۰ دی ۱۳۸۱ با شمارهٔ ثبت ۶۷۲۹ به‌عنوان یکی از آثار ملی ایران به ثبت رسیده است.